# Bonni dokumentáció
A Bonni dokumentáció egy öt főkötetből és három mellékletként hozzácsatolt füzetből álló kommentált, történelmi forrásgyűjtemény-sorozat, amely a németek Kelet-Közép-Európából való elűzetésének a dokumentumait tartalmazza. Az 1950-es években készült el az NSZK-ban. Hans Lukaschek, a hazájukból elűzött németek ügyeivel foglalkozó szövetségi miniszter Theodor Schieder történészt bízta meg a sorozatot megalapozó dokumentáció vezetésével. A Schieder vezette bonni bizottság tagjai voltak: Werner Conze, Adolf Diestelkamp, Rudolf Laun, Peter Rassow és Hans Rothfels. E megbízást elsősorban az motiválta, hogy az Adenauer-kormány olyan történelem-tudományos érveket keresett, amelyek alátámasztják a német álláspontot az eljövendő béketárgyalásokon.

## A Bonni dokumentáció második kötete
A Bonni dokumentáció második kötete, amely a magyarországi németek sorsát tárgyalja 1918-tól 1950-ig, Düsseldorfban jelent meg először 1956-ban.

### Szerkezet
1. A Bevezetés hét fejezetből áll. A kiutasítás című része foglal állást abban, milyen bel- és külpolitikai okok és törekvések vezettek a magyarországi németek elűzéséhez, illetve az hogyan, milyen módon zajlott le. Tételei alátámasztásául szolgálnak azok a források, amelyeket a Mellékletek és a Dokumentumok című fejezetekben közöl.
2. A Mellékletek jogszabályokat (törvényeket és rendeleteket) tartalmaz: a német nemzetiségre vonatkozó legfontosabb jogszabályok gyűjteménye.
3. A Dokumentumok a bizottság felkérésére készített írásos beszámolókból, naplójegyzetekből, egy levélből, valamint életrajzi interjúrészletekből áll.

### A kiutasítás című fejezet
A kiutasítás című fejezet előbb a teljes körű vagy részleges kitelepítés dilemmájáról (1945) szól, majd arról az ellentmondásról, hogy bár az 1945. december 29-i alaprendelet totális elűzést vett célba, a kitelepítést végül mégis csupán részlegesen hajtották végre (1946-1948). Tételei a következőképpen foglalhatók össze:
Az Ideiglenes Nemzeti Kormány formailag elutasította a kollektív bűnösség elvének az alkalmazását. Ám a gyakorlatban nem tartotta magát ehhez a elutasításhoz – szögezi le a Bonni dokumentáció az emigráns Kertész Istvánra hivatkozva: "Arról számol be, hogy Erdei Ferenc belügyminiszter 1945 májusában a kiutasítandó volksbundisták számát körülbelül 300 ezerre tette, míg a magyar kormány hivatalos jegyzékben 200-250 ezer németről szólt, akiket mint a hitlerizmus kiszolgálóit Magyarországból ki kellene toloncolni. A magyar kormány ezzel csak azt bizonyította, hogy maga sem ragaszkodik a bűnösség személyre szóló megállapításához és, hogy a kiutasítással még más céljai is vannak, mint azok megbüntetése, akik a nemzeti-szocialista politika szolgálatába szegődtek.“
Theodor Schieder bizottsága rámutat, nem pusztán a jogszabályok teszik világossá, hogy a kiutasítás elsődleges célja nem a nácitlanítás volt, hanem a háborús felelősség áthárítása a német nemzetiségre. Ugyancsak erre utal ugyanis a magyar kormányok taktikus magatartása a Szövetséges Ellenőrző Bizottsággal szemben.  A magyar kormányok 1945-ben egyrészt a kollektív bűnösség elvének az alkalmazását kívánták látszat-differenciálással elleplezni, másrészt szerettek volna nemzetközi felszólítást kapni a németek elűzésére. A potsdami megegyezés elűzésről szóló XIII. cikkelyét és az 1945. november 20-i elosztási tervezetet parancsként akarták értelmezni. Schieder kutatócsoportja mégsem vállalja, hogy eldöntse, Tildy Zoltán kormánya tudatában volt-e annak, hogy a Szövetséges Ellenőrző Bizottság elnöke által novemberben közvetített számadat az 500 ezer főnyi kiutasítottról az USA megszállási övezetének a maximális felvételi kapacitását jelölte meg, s nem jelentett kötelezően teljesítendő nagyságrendet. Így nyitva hagyja a kérdést, hogy létezett-e a magyar emigráció által emlegetett Vorosilov-parancs, és inkább egy „meghatározott számról” ír.
A Bonni dokumentáció Kertész Istvánt idézve ábrázolja, hogyan alakult ki  vita a kormányon belül a kollektív bűnösség elvének a fogalmáról: Gyöngyösi János (FKgP) külügyminiszter elutasította a teljes körű elűzést, Nagy Imre (MKP) belügyminiszter viszont előkészítette és javasolta azt. A tömeges kitelepítést tehát még a mérsékeltebb álláspont képviselője, a külügyminiszter sem tartotta kollektív felelősségre vonásnak. Leírja, hogyan dőlt el a teljes körű vagy részleges kitelepítés dilemmája végül, az 1945. december 22-i minisztertanácsi ülésen a belügyminiszter álláspontja javára.
A Bonni dokumentáció értékelése szerint a kitelepítésről szóló 12330/1945 ME sz.  alaprendelet a németkérdés radikális megoldását jelentette, mert benne az első helyen azok szerepeltek, akik magukat az utolsó népszámláláskor (1941) német nemzetiségűnek vagy német anyanyelvűnek vallották. A nemzetiségi hovatartozáson alapult és végrehajtása feltételezte a titkos népszámlálási adatok törvénybe ütköző módon való felhasználását.  A magyar kormány önkényesen felszólításnak értelmezte a berlini Szövetséges Ellenőrző Tanács 1945. november 20-i határozatát, mintha a németeket annak értelmében mind egy szálig ki kellett volna utasítania az országból. Az alaprendelet bevezetésében nyomatékkal hivatkozott is erre a határozatra. Mind az Amerikai Egyesült Államok, mind a Szovjetunió tiltakozott az ellen, hogy a kormány megpróbálta áthárítani a teljes körű kitelepítés elrendeléséért a felelősséget a Berlinben székelő Szövetséges Ellenőrző Tanácsra.
A Bonni dokumentáció a kitelepítés lezajlásának a módját, vagyis azt a kérdést vizsgálva, elűzés esetében egyáltalán lehetséges volt-e megfelelni a potsdami megegyezésben szereplő elvárásnak, a „humánus és rendezett” lebonyolításnak, négy különböző fázist különít el:
1. Az első vonatok ellátása (1946 januárjában) semmiképpen sem felelt meg e követelménynek.
2. A körülmények azonban jelentősen javultak, s két hónap elteltével őket rendezettnek lehetett nevezni.
3. 1946 augusztusától már nem lehetett a lebonyolítás tervszerűségéről beszélni.
4. 1947 augusztusától, ahogy kommunisták hatalma egyre nőtt, úgy vált ezen akció jellemzőjévé is egyre inkább a fokozódó önkényesség.

Theodor Schieder kutatócsoportja állítja, az újabb kitelepítési rendeletek egyre kevésbé szolgáltak úgynevezett „hűtlenségi törekvések” meghatározásának és megbüntetésének az eszközéül. Egyre inkább és egyre nyíltabban arra használták őket, hogy a jobb módú, befolyásos, nem kommunista németeket eltávolítsák az országból. A kommunisták növekvő befolyása kettős értelemben vezetett az elűzés önkényességének a fokozódásához: 1. a kaotikus lebonyolítás miatt, 2. azért, mert a jogi palástolásra egyre kevésbé ügyeltek.
A bonni bizottság nem érinti a csángók, székelyek, felvidéki és vajdasági magyarok háborút követő kényszermobilitása és a hazai németek kitelepítése közötti összefüggéseket. A korszakra jellemző belső telepítéseket és úgynevezett "fellazítási akciókat" nem ábrázolja.
A kitelepítés végül tömeges, de nem teljes körű lett: A részleges elűzést két fázisban hajtották végre – írja a Schieder vezette kutatócsoport: 1946 és 1947 között mintegy 150 ezer magyarországi német került az Amerikai Egyesült Államok megszálló-övezetébe; 1947 és 1948 között körülbelül 50 ezer a Szovjetunió által megszállt övezetbe.  Mivel a Bonni dokumentáció a Magyarországról kitelepített és a második világháború idején meghalt magyarországi németek számát összesen 250 ezerre teszi, úgy véli, 1956-ban még körülbelül 240 ezer német élt hazánkban.  Zárásul és mérleget vonva megállapítja, hogy a tömeges elűzés a magyarországi németségen mint önálló népcsoporton és a lakosság szerves részén a fennmaradását veszélyeztető sebet ejtett. A Magyarországról kitelepített németek további sorsát az NSZK-ban és az NDK-ban a kötet nem tárgyalja.

## A Bonni dokumentáció második kötete a mai kutatás tükrében
A bonni tudományos bizottság nem tudja megnyugtatóan tisztázni, hogyan került Magyarország a potsdami megállapodás kitelepítésről rendelkező XIII. cikkelyébe. A korabeli magyar sajtót ugyanis teljesen figyelmen kívül hagyja, s inkább elfogadja azt a mítoszt, hogy a Szovjetunió ráerőltette a Dálnoki Miklós Béla-kormányra a kitelepítés nemzetközi jóváhagyásának a kérelmét. Ezt a magyar emigráció által terjesztett mítoszt Bellér Béla történész nevezte el "Potsdam-legendának". A (nyugat-)német kutatók egyöntetűen és évtizedek óta úgy látják, Magyarország a saját kezdeményezésének köszönhette, hogy szerepelt a potsdami megállapodás XIII. cikkelyében. A magyar történészek közül elsőként Bellér Béla foglalt így állást e kérdésben.
Schieder kutatócsoportja (ugyancsak a magyar emigrációra támaszkodva) azt állítja, a Dálnoki- és a Tildy-kormány küzdelmet vívott a szovjetekkel a németek tömeges megmentéséért és a kiutasítandók félmilliós nagyságrendjét kizárólag „szovjet követelésnek” tartja. Az újabb kutatási eredmények alapján viszont Schiederéket itt is félrevezeti a "Potsdam-legenda". Közismert tény, hogy 1945-ben a Magyar Kommunista Párt és a Nemzeti Parasztpárt egyértelműen a teljes körű kitelepítés híve volt. Ezzel szemben a Független Kisgazdapárton és különösen a Magyarországi Szociáldemokrata Párton belül sokan inkább a részleges, ám tömeges kitelepítésre hajlottak. Ez a véleménykülönbség azért okozott éles vitákat a kormánypártok között és a kormánypártokon belül, mert a magyar kormánynak mozgástere nyílt a németkérdésben. Végül is a magyar kormány dönthetett volna úgy is, hogy nem kezdeményezi a második világháború győztes nagyhatalmainál a kitelepítést. Később pedig, bár a magyar kormány nyilatkozataiban tagadta, volt választási lehetősége a németek teljes körű vagy csupán részleges kitelepítésének az elrendelésében is – vélekedik a német kutatókon kívül a fiatal magyar történészek többsége.
A Bonni dokumentáció maradandó tudománytörténeti érdeme, hogy jogtörténeti eszközökkel részletesen bemutatta és meggyőzően bizonyította a magyar kormányok kitelepítési eljárásában a legalitás látszatára és az önkény palástolására való törekvést – írja Kaltenecker Krisztina.

## Johann Weidlein ellendokumentációja
A bonni kötetben közölt életrajzi interjúk egyébként nem közvetlenül Schiederéktől származtak, hanem egyrészt Fritz Valjavec (München), másrészt Ludwig Leber (Stuttgart) gyűjtéseiből. Theodor Schieder és munkatársai tehát a Münchenen és Stuttgarton keresztül beérkezett dokumentumok megrostálásáért, kiválasztásáért és forráskritikai kezeléséért voltak felelősek. A Bevezetésben a kortársak közül főleg három szerzőre hivatkoztak: Matthias Annabringre, Hans-Joachim Beyerre és Kertész Istvánra. Ugyanakkor a korabeli magyar sajtót (például Kis Újság, Magyar Közlöny, Szabad Szó, Szabad Nép, Új Ember stb.) figyelmen kívül hagyták.
Meg sem említették Johann Weidlein publikációit és nézeteit sem, pedig ő a volt Volksbund szócsöveként már 1953-ban könyvet adott ki a németek Magyarországról való elűzésének az okairól, hogy cáfolja a magyar emigráció állításait. A bonni bizottság tudta, hogy Weidlein történelem-felfogása és nemzetiség-politikai nézetei azonosak a magyarországi németek egy jól meghatározható csoportjáéval, az úgynevezett "öntudatos népi német" értelmiségiekével. Tisztában volt a magyarországi német értelmiségiek megosztottságával, tudott a körükben az elűzetésért viselt politikai felelősség kérdésében kirobbant, indulatos vitáról is. Nem maradt rejtve előtte, hogy a magyarországi németek az „egy politikai nemzet” államelvéhez való viszonyuknak megfelelően szerveződtek még az új hazában is (például volt Magyarországi Német Népművelési Egylet pro, volt Volksbund contra). Tudtak arról is, hogy újra ellenséges táborokra tömörültek, mint korábban Magyarországon. Tehát a weidleini nézetek nevesítés nélküli cáfolásával szándékosan megnehezítették, hogy a volt Volksbund magyar-német együttélésről alkotott képe nagy nyilvánosságot kapjon. Azt a látszatot keltették, mintha a magyarországi németekre általánosan jellemző lenne Ludwig Leber körének politikai és történelem-filozófiája. A bonniak azért preferálták Leberéket és azért hallgatták el Weidleinék véleményét, mert az „egy politikai nemzet” államelve alátámasztotta a Konrad Adenauer-kormány álláspontját, amelyet az esetleges béketárgyalásokon képviselt volna: Eszerint az elűzöttek nem foszthatók meg a régi hazához való joguktól – állapítja meg Kaltenecker Krisztina történész.
Johann Weidlein erre az eljárásra válaszolt 1958-ban A magyarországi németek története (1930-1950). Dokumentáció című kötetével, amelyben a „Bonni dokumentáció”-t igyekezett fércműként leleplezni. Ellendokumentációja újságcikkek (Sonntagsblatt, Deutscher Volksbote, Nation und Staat, Günser Zeitung stb.) sokasága mellett 379 lábjegyzetet is tartalmazott, ám nem volt benne rendszeres tudományos állásfoglalás a magyar-német együttélésről. Sem Előszavában, sem Bevezetésében nem határozta meg a források gyűjtésének, válogatásának és kiválasztásának szempontjait és módszereit. Úgy rendezte az újságcikkeket, könyvrészleteket stb. kronologikus rendet követő tematikus csoportokba (Bleyer Jakab utolsó harcai, A magyarországi németek megsemmisítéséért folyó harc (1934-1938), Összetört remények, A németek elűzése Magyarországról), hogy a gyűjtést, válogatást és kiválasztást forráskritikai szempontból nem indokolta meg. Kaltenecker Krisztina szerint az Ellendokumentáció ezen önkényesség miatt lett egy sajátos nemzetiségi sérelmi politika kiáltványa, s nem történelem-tudományos állásfoglalás.